# Raul Florucz
Raul Alexander Florucz (Vöcklabruck, 10 juni 2001) is een Oostenrijks voetballer die sinds 2025 uitkomt voor Union Sint-Gillis.

## Clubcarrière
Florucz genoot zijn jeugdopleiding bij DSG Union Haid, FC Pasching, LASK en NK Lokomotiva Zagreb. In het seizoen 2020/21 leende Lokomotiva Zagreb hem uit aan de Kroatische tweedeklasser NK Sesvete. Op 14 augustus 2020 maakte hij zijn profdebuut in het shirt van laatstgenoemde club: op de openingsspeeldag van de 2. HNL mocht hij in de 1-4-zege van Sesvete bij NK Kustošija Zagreb in de 68e minuut invallen. Later leende de club hem ook nog uit aan NK Hrvatski en NK Jarun Zagreb.
In januari 2023 raakte bekend dat Florucz na afloop van het seizoen 2022/23 zou overstappen naar Olimpija Ljubljana, dat toen aan de leiding stond in de Sloveense Prva Liga. Met deze club kroonde hij zich in 2025 tot landskampioen en werd hij nationaal topschutter. Het leverde hem in juni 2025 een transfer op naar de Belgische landskampioen Union Sint-Gillis, waar hij een contract tot medio 2029 tekende.

## Interlandcarrière
Florucz maakte op 20 maart 2025 zijn interlanddebuut voor Oostenrijk: in de UEFA Nations League-barragewedstrijd tegen Servië (1-1-gelijkspel) liet bondscoach Ralf Rangnick hem in de 77e minuut invallen.
| Interlands van Raul Florucz       | Interlands van Raul Florucz       | Interlands van Raul Florucz       | Interlands van Raul Florucz       | Interlands van Raul Florucz       | Interlands van Raul Florucz       |
| No.                               | Datum                             | Wedstrijd                         | Uitslag                           | Soort Wedstrijd                   | Doelpunten                        |
| Als speler bij Olimpija Ljubljana | Als speler bij Olimpija Ljubljana | Als speler bij Olimpija Ljubljana | Als speler bij Olimpija Ljubljana | Als speler bij Olimpija Ljubljana | Als speler bij Olimpija Ljubljana |
| --------------------------------- | --------------------------------- | --------------------------------- | --------------------------------- | --------------------------------- | --------------------------------- |
| 1.                                | 20 maart 2025                     | Oostenrijk – Servië               | 1 – 1                             | UEFA Nations League 2024/25       | -                                 |
| Totaal                            | Totaal                            | Totaal                            | Totaal                            | Totaal                            | -                                 |

Bijgewerkt tot 17 juni 2025